# Moggridgea mordax
Moggridgea mordax är en spindelart som beskrevs av William Frederick Purcell 1903. Moggridgea mordax ingår i släktet Moggridgea och familjen Migidae. Inga underarter finns listade i Catalogue of Life.